# Teotihuacán de Arista
Teotihuacán de Arista est une ville située dans l’État de Mexico.

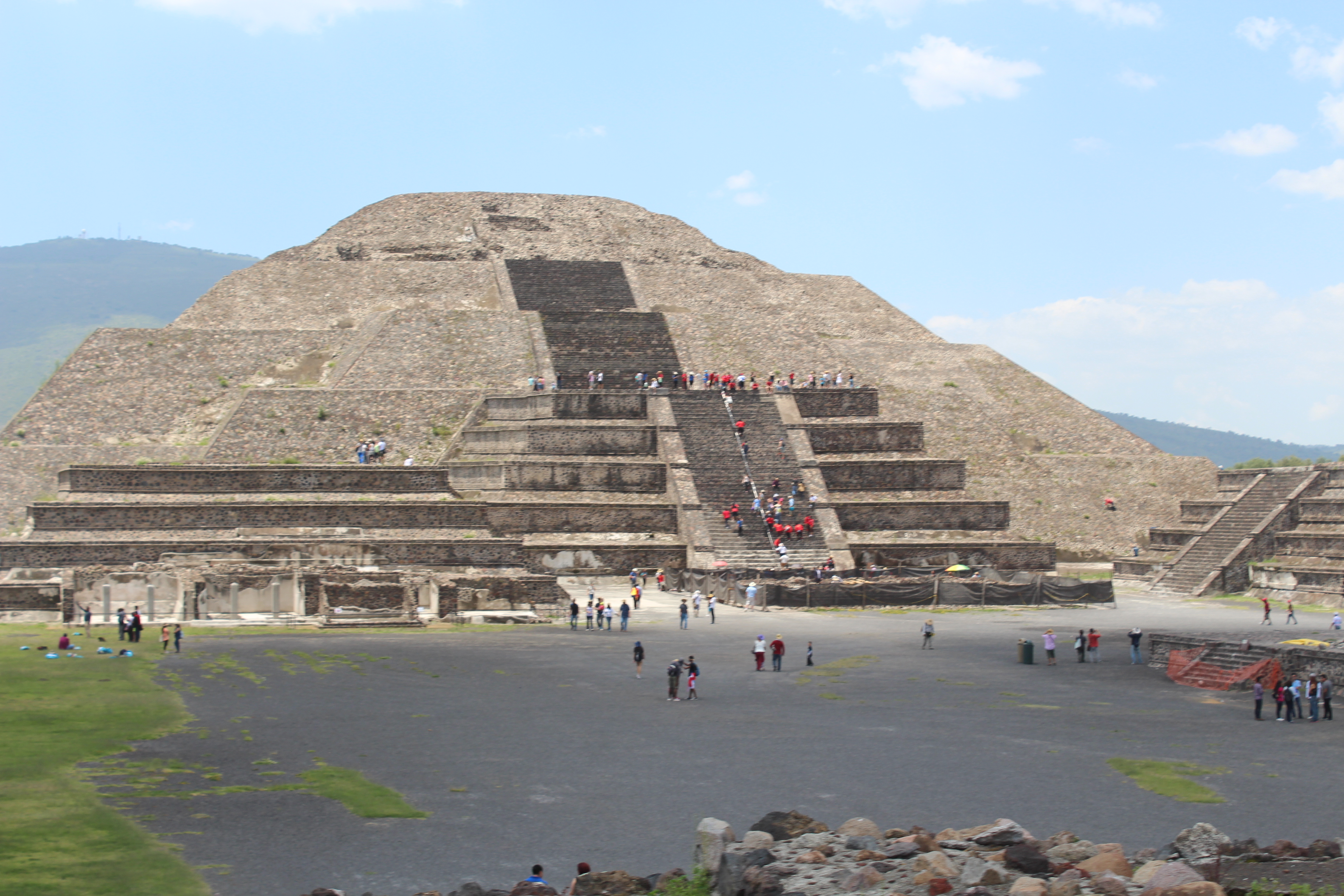
Pyramide de la Lune dans la zone archéologique de Teotihuacán.